# ليو تشيانجدونج
ريتشارد ليو تشيانجدونج (في اللغة الصينية: 刘强东؛ من مواليد 10 مارس 1973 أو 14 فبراير 1974  ) رائد أعمال صيني على الإنترنت . وقد أطلق عليه اسم «جيف بيزوس الصيني» وتمت مقارنة شركته JD.com بشركة أمازون نظرًا لنموذج أعمالها. أسس ليو تشيانجدونج الشركة كمتجر تجزئة فردي للمنتجات الممغنطة الضوئية بنموذج تجاري يعتمد على فكرة مباشرة إلى مستهلك في يونيو 1998، ثم نقل الشركة لاحقًا إلى موقع للتجارة الالكترونية تعرف باسم JD.com في عام 2004. ليو هو الرئيس التنفيذي للشركة وقام بتوسيع منتجات التجارة الإلكترونية من بيع الإلكترونيات الاستهلاكية إلى العناصر الأقل تخصصًا ، مما أدى إلى نمو JD.com لتصبح واحدة من أكبر بائعي التجزئة في الصين. وفقًا لمجلة فوربس ، بلغت ثروة ليو 9 مليارات دولار أمريكي اعتبارًا من مايو 2020 بحصة 15.8 ٪ في JD.com.  تم إدراجه في «قائمة الصين الغنية» لعام 2019. 
في أبريل 2020 ، أجرى ليو محادثات مع حكومة الصين بشأن شحن 5 ملايين قناع و 600 ألف زوج من القفازات لجهود الإغاثة من مرض كورونا.

## النشأة والسيرة الذاتية
ولد ليو تشيانجدونج في 10 مارس 1973 أو 14 فبراير 1974 في سوتشيان بمقاطعة جيانغسو. يعمل والديه في مجال شحن الفحم من شمال الصين إلى الجنوب.  عندما كان شابًا ، كان ليو تشيانجدونج مهتمًا بالسياسة. تخرج من المدرسة الابتدائية في مقاطعة جيانغسو والتحق بقسم علم الاجتماع في جامعة رينمين الصينية ، المعروفة بعلاقتها بالنخب السياسية في الصين ، في عام 1992. ومع ذلك ، فإن العثور على الدرجة العلمية لن يضمن فرص عمل جيدة ، فقد أمضى ليو كل وقت فراغه في تعلم برمجة الكمبيوتر. تخرج بدرجة البكالوريوس في علم الاجتماع في عام 1996 ، ثم حصل لاحقًا على درجة الماجستير في إدارة الأعمال من كلية إدارة الأعمال الدولية في أوروبا والصين.
كطالب جامعي ، استثمر ليو دخله المكتسب من عمل البرمجة والقروض العائلية في مشروع مطعم. فشل العمل في غضون بضعة أشهر ، وخسر أكثر من 200,000 دولار أمريكي ، مما ترك ليو في الديون.  بعد التخرج ، تم تعيين ليو في شركة جابان لايف ، وهي شركة منتجات صحية يابانية ، وشغل على التوالي منصب مدير أجهزة الكمبيوتر ، ومدير الأعمال ، والمشرف اللوجستي في الشركة.

## المسار المهني
في يونيو 1998 ، بدأ شركته الخاصة جينغدونغ في بكين كموزع للمنتجات الممغنطة البصرية ، حيث ركز على بيع المنتجات الاصلية، في وقت كان بيع المنتجات المقلدة منتشر على نطاق واسع.  :11عند التأسيس، سميت الشركة على اسم ليو تشيانجدونج نفسه وصديقته في حينها جونج شياو جينج التي تخرجت أيضًا من جامعة رينمين في الصين . حيث انفصلا في عام 2003.    افتتح ليو 12 متجرًا بحلول عام 2003.
أدى تفشي مرض السارس في عام 2003 إلى إبقاء موظفي جينغدونغ وعملائها في المنزل وأجبر ليو على إعادة التفكير في نموذج العمل وتحويله إلى الأعمال التجارية عبر الإنترنت. بسبب تفشي المرض ، خسرت أعمال ليو أكثر من 8 ملايين يوان.  :17أطلق ليو أول موقع ويب للبيع بالتجزئة عبر الإنترنت في عام 2004 ، وأسس موقع JD.com (اسم الموقع اختصار لاسم الشركة جينغدونغ) في وقت لاحق من ذلك العام. في عام 2005 ، أغلق ليو جميع المتاجر وأصبح نشاطه التجاري إلكترونيًا بالكامل.
في عام 2005 ، تلقى ليو عرضًا لبيع JD.com مقابل 18 مليون يوان ، وقد رفضه.  :27
في عام 2007 ، استخدم ليو إستراتيجية الفئة الكاملة لشركته JD.com ، حيث غير نموذج أعمال الشركة من التركيز على بيع الإلكترونيات الاستهلاكية فقط، إلى بيع مجموعة كبيرة ومتنوعة من السلع.  :xiiiأصبحت الشركة واحدة من الشركات الرائدة في التجارة الإلكترونية في الصين. تمت مقارنة موقع JD.com مع أمازون بسبب نماذج ألاعمال المماثلة للشركتين ،  وتمت مقارنة ليو بجيف بيزوس كفرد عصامي .  
تقدم موقع JD.com للاكتتاب العام في الولايات المتحدة في يناير 2014. في 22 مايو 2014 ، وهو تاريخ الاكتتاب العام لشركة JD.com ، ارتفع سعر السهم بنحو 15٪ 
JD.com هي ثاني أكبر شركة إنترنت في العالم (من حيث الإيرادات) وهي أكبر شركة للتجارة الإلكترونية في الصين.  
في أبريل 2022 ، أعلن موقع JD.com أن ليو سيتنحى عن منصب الرئيس التنفيذي وسيحل محله لي شو ، الرئيس الحالي للشركة.

## الحياة الشخصية
ليو تشيانجدونج لديه طفل ولد في عام 2006. اسم والدة الطفل غير معروف علنًا ، ربما تزوج ليو تشيانغ دونغ منها.   
في عام 2008 ، تطوع ليو كجزء من جهود الصليب الأحمر وسافر إلى مقاطعة بينغوو لمساعدة ضحايا زلزال سيتشوان .  :104
في أغسطس 2015 ، تزوج ليو من تشانغ زيتيان ، إحدى مشاهير الإنترنت المعروفة. بدأت علاقتهما في أوائل عام 2014 عندما درس ليو في جامعة كولومبيا وكانت تشانغ طالبة تبادل في كلية بارنارد التابعة لجامعة كولومبيا. شوهدت علاقتهما الرومانسية المبكرة في مدينة نيويورك. وعندما تم نشر الصور على الإنترنت،  في 10 أبريل 2014 ، أكد ليو هذه العلاقة للجمهور من خلال حسابه على موقع سينا ويبو. في 8 أغسطس 2015 ، تم تسجيل ليو تشيانجدونج وتشانغ زيتيان للزواج في بكين. أقاما حفل زفافهما في 1 أكتوبر 2015 في سيدني ، أستراليا. ولدت ابنتهما في مارس 2016.